# Futaba Corporation
Futaba est une marque japonaise de radiocommandes d'aéromodélisme et de modélisme naval.

## Histoire

### Création
L'entreprise a été fondée en 1948 (Showa 23).

### Restructuration
En 2009 (Heisei 20), l'entreprise décide de fermer sa filiale sud-coréenne.